# اللجنة القطرية لتحالف الحضارات
تم تأسيس اللجنة القطرية لتحالف الحضارات (بالإنجليزية Qatar committee for alliance of civilizations) سنة 2010 بموجب قرار مجلس الوزراء لدولة قطر رقم (8) لسنة 2010 بهدف الإشراف على رؤية قطر 2030. وتركزت رسالة اللجنة على تعزيز دور دولة قطر في إبراز إسهام الحضارة الإسلامية إلى جانب الحضارات الأخرى في تقدم البشرية ودورها في تعزيز الحوار وحل النزاعات والخلافات، والتأكيد على قيم التسامح والتضامن والسلام بين الشعوب، ومكافحة التطرف زالتعصب.